# Manuel Kressin
Manuel Kressin (* 15. Dezember 1978 in Berlin) ist ein deutscher Schauspieler, Regisseur, Bühnenautor und Synchronsprecher.

## Leben
Manuel Kressin wurde am 15. Dezember 1978 geboren. Nach dem Abitur 1998 am Canisius-Kolleg Berlin begann er 1999 mit seiner künstlerischen Ausbildung an der Actors Academy Adlershof in Berlin. Nach einem Jahr wechselte er die Schauspielschule und führte seine Ausbildung an der Fritz-Kirchhoff-Schule “Der Kreis” in Berlin fort, wo er 2003 seinen Abschluss mit Bühnenreife machte. Im selben Jahr erhielt er ein Engagement an der Landesbühne Sachsen-Anhalt Lutherstadt Eisleben.
2009 wurde er festes Ensemblemitglied bei Theater & Philharmonie Thüringen, Gera/Altenburg. 2010 übernahm er dort den Theaterjugendclub und arbeitete ab 2015 parallel zu seiner Spielverpflichtung auch als Autor, Dramaturg und Regisseur am Haus. 
Mit der Spielzeit 2017/18 übernahm Kressin den Posten des Schauspieldirektors an den Theatern in Altenburg und Gera. Seine künstlerische Arbeit zeichnet sich vor allem durch eine enge Vernetzung mit lokalen Akteuren und der Stadtgesellschaft, Rechercheprojekten zu regionalen Themen und Orten sowie Kooperationen mit hochkarätigen Partnerinstitutionen im In- und Ausland aus.
Von 2015 bis 2019 war er als sachkundiger Bürger Teil des Sozial- und Kulturausschusses der Stadt Altenburg.
Kressin ist Mitbegründer und Kurator des 2018 gegründeten Altenburger Filmfestes und moderiert regelmäßig auf altenburg.tv "Das große Altenburger Filmquiz".
Seine Fassung des Märchens "Rumpelstilzchen" (Autor und Regie) wurde 2020 vom MDR aufgezeichnet und war in der ARD-Mediathek ein Jahr lang abrufbar.

## Theater (Auswahl)
| Jahr | Stück                             | Autor                              | Rolle               | Regie             |
| ---- | --------------------------------- | ---------------------------------- | ------------------- | ----------------- |
| 2022 | Dinner for One - Wie alles begann | Volker Heymann                     | Klaus Tielmann      | Jörg Neumann      |
| 2021 | Extrawurst                        | Dietmar Jacobs & Moritz Netenjakob | Heribert            | Alexander Flache  |
| 2019 | Geliebtes Klärchen                | Kay Kuntze                         | Friedrich Wieck     | Kay Kuntze        |
| 2018 | Die Känguru-Chroniken             | Marc-Uwe Kling                     | Kleinkünstler       | Alexander Flache  |
| 2017 | Der Hauptmann von Köpenick        | Carl Zuckmayer                     | Obermüller          | Bernhard Stengele |
| 2015 | Effi Briest                       | Theodor Fontane/Thum               | Baron von Instetten | Caro Thum         |
| 2015 | Kruso                             | Lutz Seiler                        | Edgar Bendler       | Caro Thum         |
| 2014 | Die Frauen von Troja              | Euripides                          | Menelaos            | Bernhard Stengele |
| 2014 | Die schöne Helene                 | Hacks/Epstein                      | Paris               | Deborah Epstein   |
| 2013 | Ein Sommernachtstraum             | W. Shakespeare                     | Zettel              | Bernhard Stengele |
| 2012 | Kunst                             | Yasmina Reza                       | Marc                | Anne Keßler       |
| 2010 | War’n zwei Brüder(Prinzenraub)    | Katrin Lange                       | Kurfürst            | Lutz Gotter       |
| 2009 | Die Nibelungen                    | Friedrich Hebbel                   | Gunter              | Amina Gusner      |
| 2005 | Othello                           | W. Shakespeare                     | Jago                | Martina Bode      |
| 2003 | Die Räuber                        | Friedrich Schiller                 | Karl Moor           | Gerhard Fehn      |

## Sprecher

### Hörbücher / Hörspiele (Auswahl)
| Jahr | Titel                     | Autor                 |
| ---- | ------------------------- | --------------------- |
| 2017 | Kill Shakespeare (Romeo)  |                       |
| 2015 | Glashaus II               |                       |
| 2015 | Passagier 23              | Sebastian Fitzek      |
| 2009 | Pulverturm                | Jakob Maria Soedher   |
| 2007 | Das Evangelium nach Jimmy | Didier van Cauwelaert |
| 2008 | Das Erbe des Magiers      | Jonas Torsten Krüger  |

## Autor (Bühne)
- Rhythm Is a Dancer
- My Episode III: Das letzte Kapitel (Co-Autor)
- Krabat und der König - Die Legende geht weiter
- My Episode II: Finsternis unter der Kuppel (Co-Autor)
- Der Teufel mit den drei goldenen Haaren
- My Episode I: Willkommen in Mytopia (Co-Autor)
- Liebe macht frei
- Das tapfere Schneiderlein
- Krabat
- Rumpelstilzchen
- Schneewittchen und die sieben Zwerge
- Als der Herzog über den Herzog herzog
- Die große Liebe war es nicht - Die Ruth-Brandin-Story (Co-Autor)
- Aladdin und die Wunderlampe
- So machen's alle
- Barbarossa AusgeKYFFT
- Lysistrate
- Chirpy Chirpy Cheep Cheep
- Zerrissen / Familienbande
- Nathan W. –und ne Buddel voll Rum
- Von schlauen Frauen
- Ferdinand W.–Limonade für Luise
- Fürchte dich selbst
- Spiel der Götter
- Tony & Tilly unplugged

## Regie (Auswahl)
| Jahr | Titel                                                   | Autor                |
| ---- | ------------------------------------------------------- | -------------------- |
| 2025 | Die Glasmenagerie                                       | Tennessee Williams   |
| 2025 | Rhythm Is a Dancer                                      | Kressin / Vlasova    |
| 2024 | My Episode III: Das letzte Kapitel                      | Kressin / Oldenstein |
| 2024 | Krabat und der König - Die Legende geht weiter          | M. Kressin           |
| 2024 | Little Miss Sunshine                                    | Lapin                |
| 2024 | My Episode II: Finsternis unter der Kuppel              | Kressin / Oldenstein |
| 2023 | Hokuspokus                                              | Goetz                |
| 2023 | My Episode I: Willkommen in Mytopia                     | Kressin / Oldenstein |
| 2022 | Noch einen Augenblick                                   | F. Roger-Lacan       |
| 2022 | Liebe macht frei                                        | M. Kressin           |
| 2022 | Der Krüppel von Inishmaan                               | Martin McDonagh      |
| 2021 | Das tapfere Schneiderlein                               | M. Kressin           |
| 2021 | Ich glaub', 'ne Dame werd' ich nie                      | Verschiedene         |
| 2021 | Krabat - Mytery-Musical nach einer sorbischen Volkssage | M. Kressin           |
| 2020 | Rumpelstilzchen                                         | M. Kressin           |
| 2020 | Der Kontrabass                                          | Patrick Süskind      |
| 2020 | Helden wie wir                                          | Thomas Brussig       |
| 2020 | Die Ratten                                              | Gerhart Hauptmann    |
| 2019 | Schneewittchen und die sieben Zwerge                    | M. Kressin           |
| 2019 | Monty Python's Spamalot                                 | Eric Idle            |
| 2019 | Der Revisor                                             | Nicolai Gogol        |
| 2018 | Heidi, der Bär groovt!                                  | M. Kressin           |
| 2018 | Der eingebildet Kranke                                  | Molière              |
| 2017 | Menschen im Hotel                                       | Vicki Baum           |
| 2017 | Aladdin und die Wunderlampe                             | M.Kressin            |
| 2015 | Die Ermittlung                                          | Peter Weiss          |
| 2013 | Chirpy Chirpy Cheep Cheep                               | M. Kressin           |
| 2013 | Das kleine Gespenst                                     | O. Preußler          |
| 2012 | Von schlauen Frauen                                     | M. Kressin           |
| 2011 | Fürchte dich selbst                                     | M. Kressin           |
| 2007 | Toni und Tilly unplugged                                | Kressin / Undisz     |